# Stegophilus septentrionalis
Stegophilus septentrionalis är en fiskart som beskrevs av Myers 1927. Stegophilus septentrionalis ingår i släktet Stegophilus och familjen Trichomycteridae. Inga underarter finns listade i Catalogue of Life.